# Palma del Río
Palma del Río és un municipi de la província de Còrdova a la comunitat autònoma d'Andalusia, a la comarca de Valle Medio del Guadalquivir.

## Demografia
| 1997   | 1999   | 2000   | 2001   | 2002   | 2003   | 2004   | 2005   | 2006   | 2007   |
| ------ | ------ | ------ | ------ | ------ | ------ | ------ | ------ | ------ | ------ |
| 19.998 | 18.243 | 19.266 | 19.389 | 19.448 | 19.693 | 20.030 | 20.403 | 20.640 | 21.079 |